# Claudia Sprenger
Claudia Süss-Sprenger (* 22. März 1958 als Claudia Sprenger) ist eine ehemalige liechtensteinische Skilangläuferin.

## Werdegang
Claudia Sprenger nahm an den Olympischen Winterspielen 1976 in Innsbruck teil. Sie ist die bisher einzige Skilangläuferin aus Liechtenstein, die an Olympischen Spielen teilnahm. Im Rennen über 5 Kilometer errang sie den 40. und über 10 Kilometer den 38. Platz.